# Gare des Noues
La gare des Noues est une gare ferroviaire française de la ligne de Paris-Nord à Lille, située dans la commune de Goussainville (département du Val-d'Oise). Elle porte le nom d'un quartier de la commune.
C'est une gare de la Société nationale des chemins de fer français (SNCF) desservie par les trains de la ligne D du RER.

## La gare

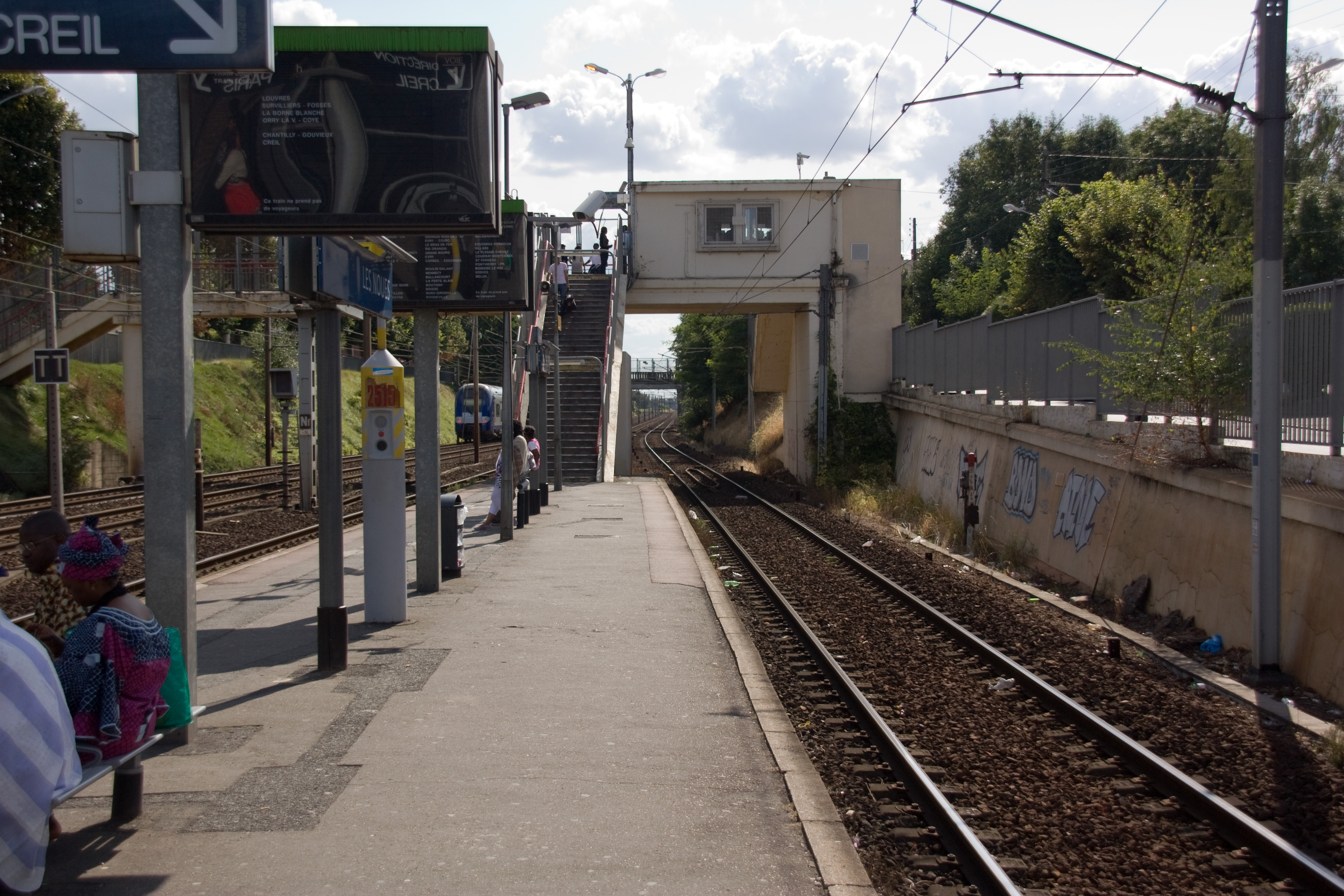
À droite : voie 1 vers Orry-la-Ville - Coye.
À gauche : voie 2 vers Paris.

La gare est desservie par les trains de la ligne D du RER.

## Histoire
La section de ligne de Saint-Denis à Creil via Survilliers est ouverte en 1859 par la compagnie des chemins de fer du Nord après six ans d'études puis doublée en 1907. La gare est ouverte en 1964 grâce à l'augmentation de la population du quartier et la volonté d'une nouvelle gare plus proche du centre-ville de Goussainville. Le nom de la gare est issu du nom du quartier où elle est située et de la grange des Noues, ferme existant depuis le Moyen Âge.
En 2019, la SNCF estime la fréquentation annuelle de la gare à 1 461 270 voyageurs contre 1 539 584 en 2018.

## Correspondances
La gare est desservie par les bus des :
- lignes 11, 32, 33, 34, G bus, R104 et R8 du réseau de bus Roissy Ouest ;
- du service Filéo Goussainville.